# Gmina Oneida (hrabstwo Delaware)

Położenie Gminy Oneida w hrabstwie Delaware

Gmina Oneida (ang. Oneida Township) – gmina w USA, w stanie Iowa, w hrabstwie Delaware. Według danych z 2000 roku gmina miała 1648 mieszkańców, a jej powierzchnia wynosi 94,87 km².